# ألفريد كازميرو
أكاسيو ألفريد كازميرو (بالبرتغالية: Acácio Casimiro‏)، من مواليد 24 مارس 1949 في لشبونة في البرتغال، لاعب كرة قدم برتغالي سابق ومدرب كرة قدم حالي.
و قد لعب مع نادي بوافيستا البرتغالي.
و قد بدأ مسيرته التدريبية في موسم 1979/1980 مع نادي باراديس، وفي موسم 1980/1981 درب نادي أمارانتي، وفي موسم 1981/1982 عاد إلى نادي باراديس، وفي عام 1982 انتقل إلى تدريب نادي بوافيستا، ودربهم حتى عام 1986، وفي موسم 1986/1987 انتقل إلى تدريب نادي ليكسيوس، وفي عام 1987 انتقل إلى تدريب نادي أمادورا، ودربهم حتى عام 1989، وفي عام 1989 انتقل إلى تدريب نادي باوفيستا، ودربهم حتى عام 1991، وفي موسم 1991/1992 انتقل إلى تدريب نادي غيماريش، وفي عام 1992 انتقل إلى تدريب نادي أمادورا، ودربهم حتى عام 1994، وفي موسم 1994/1995 درب نادي ليكسيوس، وفي موسم 1995/1996 درب نادي فاماليكاو، وفي موسم 1996/1997 درب نادي فريموندي، وفي موسم 1998/1999 درب نادي ريال بيتيس الإسباني، وفي موسم 1999/2000 درب نادي الترجي الرياضي التونسي، وفي موسم 2000/2001 انتقل إلى تدريب نادي أوفيزو الغابوني، وفي موسم 2001/2002 درب نادي الشباب الكويتي، وفي موسم 2002/2003 درب نادي كاظمة الكويتي، وفي عام 2003 انتقل إلى تدريب نادي المحرق البحريني، وفي موسم 2003/2004 درب نادي الرجاء البيضاوي، وفي موسم 2004/2005 درب نادي الاتحاد الليبي، وفي عام 2006 درب نادي الفيصلي، وفي موسم 2006/2007 درب نادي سانات نافت الإيراني.

## وصلات خارجية
- ألفريد كازميرو على موقع قاعدة بيانات كرة القدم.إي يو (الإنجليزية)
- ألفريد كازميرو على موقع عالم كرة القدم.نت (الإنجليزية)